# Kleurfilter

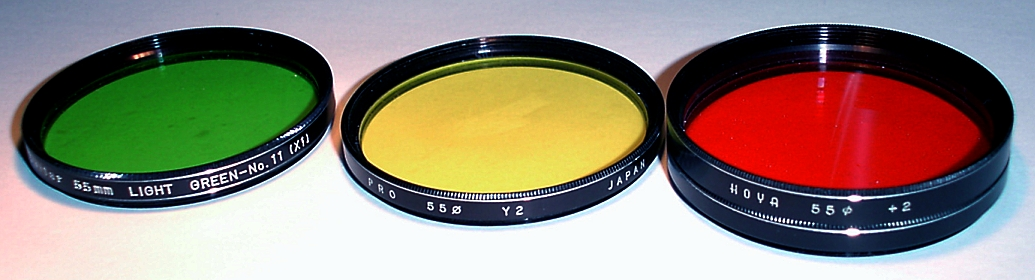
Kleurfilters

Een kleurfilter is een optisch filter dat een deel van het kleurenspectrum absorbeert. Kleurfilters worden voor diverse doeleinden toegepast, bijvoorbeeld in optische meetinstrumenten om de concentratie van bepaalde chemische stoffen in een gas of een oplossing te meten. Kleurfilters worden gemaakt van gekleurd glas, doorzichtige kunststof of gelatine. Gelatinefilters worden in houders gebruikt, waarin ze verwisseld kunnen worden. Deze filters hebben een beperkte houdbaarheid.

## Fotografie
In de fotografie worden kleurfilters om verschillende redenen toegepast. De belangrijkste zijn kleurcorrectie, contrastverhoging en het bewerkstelligen van een bepaalde sfeer.
Voor analoge kleurenfoto's werden vroeger afzonderlijke films verkocht voor daglicht en voor kunstlicht. Het gebruik van deze films in een omgeving waarvoor ze niet bedoeld waren, leidde tot een kleurzweem die onaangenaam is om te zien. Tijdens het afdrukken van foto's kan deze kleurzweem nog worden gecorrigeerd, maar dit proces ontbreekt in het maken van dia's en films. Speciaal voor dit doel zijn kleurenfilters gemaakt voor de meest gebruikte lichtbronnen: daglicht, gloeilamplicht en TL-verlichting. Deze filters zijn in principe ook voor digitale fotografie te gebruiken, maar in vrijwel alle digitale camera's wordt de witbalans door de camera ingesteld. Kleurcorrectiefilters zijn voor digitale fotografie dan ook niet nodig.

### Filters voor contrastverandering in zwart-witfotografie
Voor zwart-witfotografie worden van oudsher twee filters gebruikt: roodfilters en geelfilters. Deze filters verhogen het contrast, vooral in de complementaire kleuren in de lucht. Wolkenpartijen krijgen door gebruik te maken van rood- en geelfilters een veel fraaier uiterlijk. Een geelfilter werkt minder contrastverhogend dan een roodfilter. Daar tussenin zit een oranjefilter, dat ook wordt gebruikt om het contrast van de menselijke huid wat te verminderen, waardoor oneffenheden minder zichtbaar worden. Groenfilters worden gebruikt om bijvoorbeeld bloemen beter te doen uitkomen ten opzichte van de bladeren. Een blauwfilter vermindert het contrast en maakt alle kleuren donkerder, behalve de lucht.
Voor kleurenfotografie zijn deze filters echter onbruikbaar. Om het contrast in een kleurenfoto te verhogen gebruikt men meestal een polarisatiefilter. Alleen voor het fotograferen van een zonsondergang wordt soms een oranje- of roodfilter gebruikt.

### Filters voor het creëren van een sfeer
De meest gebruikte filters hiervoor zijn de "koude" en de "warme" filters. Een koude filter absorbeert meer licht in het rood, waardoor de foto blauwer wordt; een warme filter doet het omgekeerde. Hetzelfde effect kan ook bereikt worden door de witbalans in de camera of in de beeldbewerkingssoftware te veranderen. Wanneer men de kleur van slechts een deel van de foto wil veranderen, bijvoorbeeld alleen de lucht of alleen de voorgrond, dan kan men ook een kleurverloopfilter gebruiken. Deze filters zijn naar boven toe sterker getint dan aan de onderkant, te vergelijken met een grijsverloopfilter.
Vaak worden koude en warme filters gecombineerd met een diffusiefilter, dat zorgt voor onscherpte in het beeld.

## Technische filters
Voor meetinstrumenten en speciale toepassingen buiten de fotografie bestaan er "technische" kleurfilters in vele soorten en maten. Hieronder zijn bijvoorbeeld interferentiefilters die monochromatisch licht van lasers blokkeren of juist doorlaten, met een heel kleine bandbreedte.
Een mozaïek van kleurfilters op de beeldsensor van een digitale camera zorgt ervoor dat de pixels kleurgevoelig zijn. Dergelijke mozaïeken hebben een opbouw waarbij sommige sensoren wel en andere niet kleurgevoelig zijn. Ook de aantallen sensoren zijn niet voor iedere kleur gelijk.